# Клеман, Марианна
Марианна Клеман (Marianne Klemun; род. 9 апреля 1955, Руден, Каринтия) — австрийский историк, культуролог и историк науки. Доктор, профессор Венского университета.
Лауреат Mary C. Rabbitt Award (2022). Являлась генсеком INHIGEO (2016—2020).

## Биография
Окончила Венский университет как историк, германист, специализировалась по истории искусства, биологии и геологии.
В 1992 получила там степень доктора философии по истории, с того же года ассистент-профессор.
В 2002 стала профессором (Ao.-Prof., экстраординарным профессором) на кафедре современной истории Венского университета.

## Членство в организациях

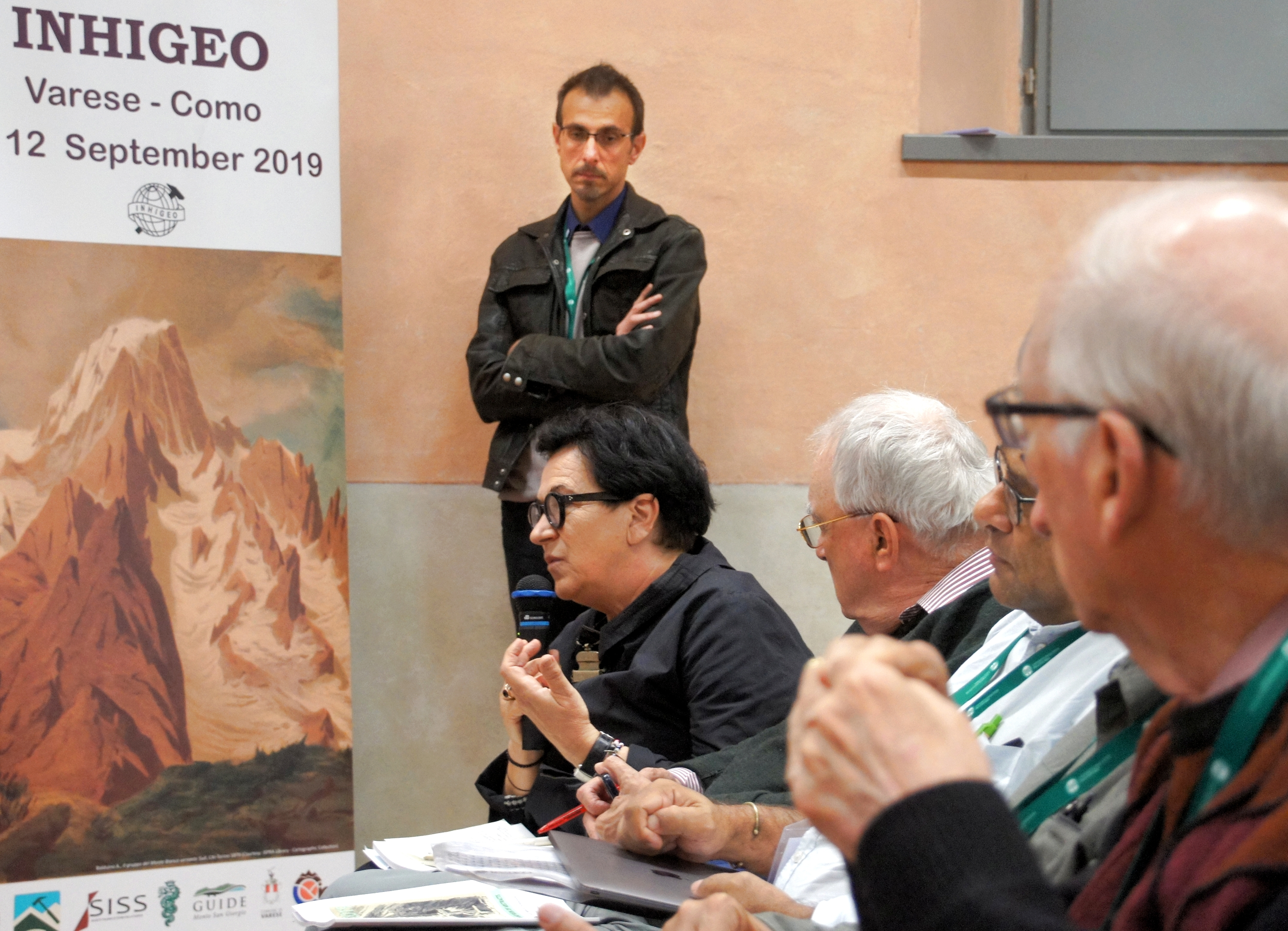
44 Симпозиум ИНИГЕО (Италия, 2019)

С 2003 года активно сотрудничает в INHIGEO, с 2016 года член Совета и генсек данной организации.
Член Совета Австрийского общества истории науки.
Автор 175 публикаций. Замужем.